# Conférence épiscopale d'Ouganda
La Conférence épiscopale d’Ouganda est une conférence épiscopale de l’Église catholique qui rassemble les ordinaires de la hiérarchie catholique en Ouganda.
La conférence est membre de l’Association des conférences épiscopales membres d’Afrique de l’Est, (Association of Member Episcopal Conferences in Eastern Africa, AMECEA), et de fait du Symposium des conférences épiscopales d’Afrique et de Madagascar, (SECAM-SCEAM). Son président est après 2018 Joseph Anthony Zziwa (fi).

## Membres

### Présidents
Le président de la conférence est en 2023 Joseph Anthony Zziwa (fi), évêque de Kiyinda-Mityana (jv), depuis le 14 novembre 2018.
Il y a précédemment eu :
- Emmanuel Kiwanuka Nsubuga, archevêque de Kampala, de 1969 à 1975 ;
- John Baptist Kakubi (fi), évêque de Mbarara, de 1975 à 1977 ;
- Adrian Kivumbi Ddungu (fi), évêque de Masaka, de 1977 à 1982 ;
- Barnabas Halem ’Imana (fi), évêque de Kabale, de 1982 à 1982 à 1986 ;
- Emmanuel Wamala, archevêque coadjuteur puis titulaire de Kampala, de 1986 à 1994 ;
- Paul Lokiru Kalanda (fi), évêque de Fort Portal (jv), de 1994 à 2002 ;
- Paul K. Bakyenga (fi), archevêque de Mbarara, de 2002 à 2006 ;
- Matthias Ssekamaanya (fi), évêque de Lugazi (jv), de 2006 à 2010 ;
- John Baptist Odama (en), archevêque de Gulu, de 2010 au 14 novembre 2018.

### Vice-présidents
Le vice-président de la conférence est en 2023 Sanctus Lino Wanok (de), évêque de Lira (de), depuis le 12 novembre 2022.

### Secrétaires généraux
Le secrétaire général de la conférence est en 2023 John Baptist Kauta (d) .

## Sanctuaire
La conférence a désigné un sanctuaire national, la basilique des Martyrs-de-l’Ouganda de Namugongo.